# Franco da Assergi
Franco da Assergi (Roio, 1154/1159 – XIII secolo) è stato un monaco cristiano ed eremita italiano, venerato come santo dalla Chiesa cattolica. È patrono di Assergi e di Forca di Valle.

## Biografia

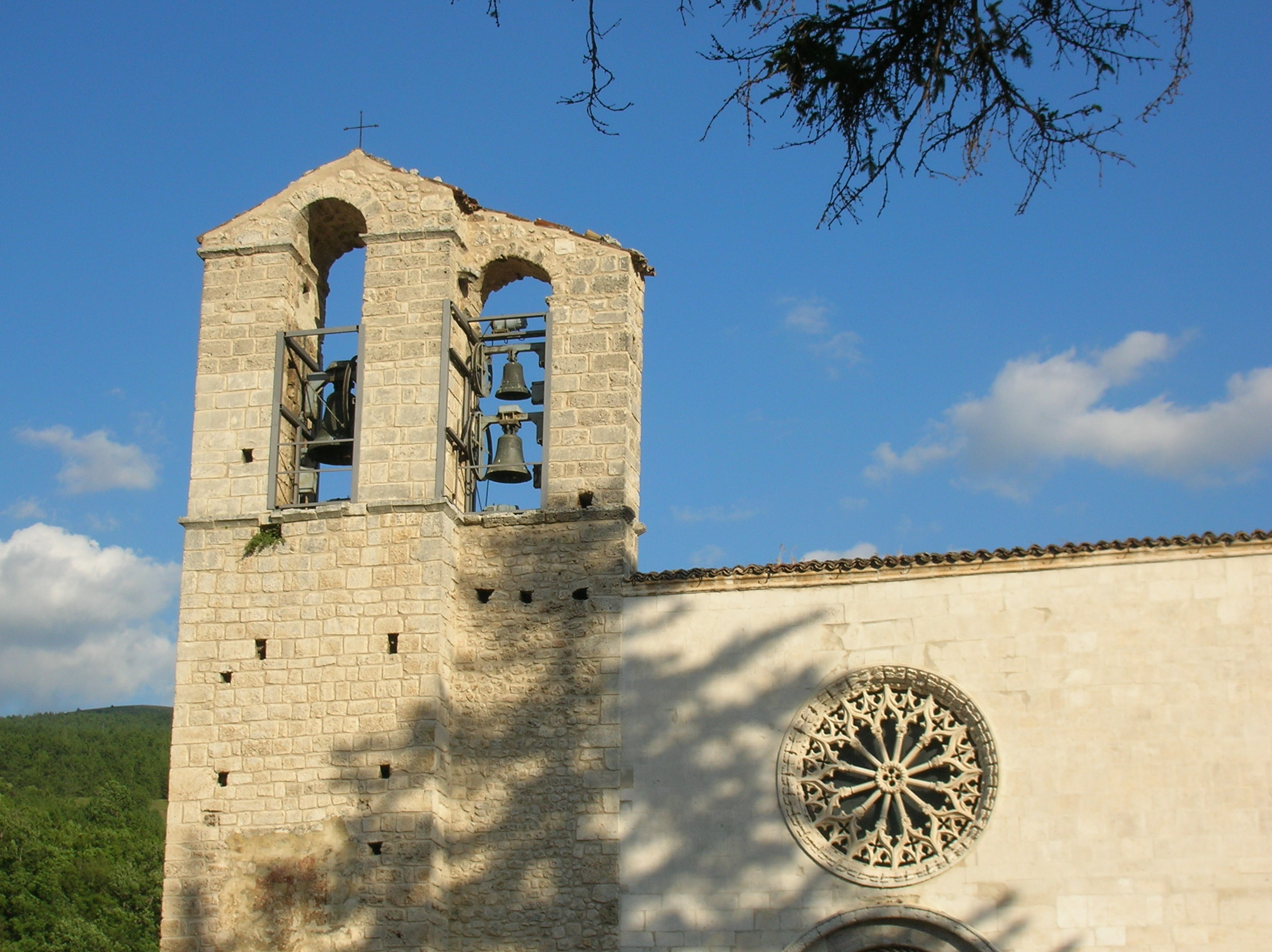
Chiesa di San Franco di Assergi, detta anche di "Santa Maria Assunta"

Figlio di allevatori benestanti di Roio, entrò, dopo gli studi primari, nel monastero benedettino di San Giovanni in Collimento e vi rimase per una ventina d'anni per poi lasciarlo e ritirarsi in un romitaggio montano. Visse prima nei boschi di Lucoli, quindi nei monti dell'Abruzzo centrale e sulla catena del Gran Sasso per poi trasferirsi sui monti intorno ad Assergi.
Secondo le leggende popolari numerosi miracoli furono compiuti dal santo: montoni resuscitati, lupi ammansiti, e la capacità di far scaturire acqua sorgiva dalla roccia. Salvò un bambino in fasce dalla bocca di un lupo che lo aveva rapito convincendolo a restituirlo alla madre. Infatti San Franco viene spesso rappresentato con accanto un lupo che stringe un bambino tra le fauci.

## Culto
San Franco è venerato nella chiesa parrocchiale  di Santa  Maria  Assunta ad Assergi, presso l'oratorio omonimo sotto l'altare.
La festa di questo santo si celebra ad Assergi il 5 giugno: numerosi pellegrinaggi si compiono durante la giornata fino al monte che dal santo prende il nome. I pellegrini ascendono cantando fino al luogo dove si dice sgorga "l'acqua di San Franco", presso un piccolo  eremo a cappella circolare in pietra di montagna. L'acqua sacra sarebbe una sorgente fatta scaturire da una roccia dal santo medesimo, e si ritiene abbia proprietà terapeutiche; è inoltre venerato anche in vari paesi dell'Abruzzo.
Non bisogna confondere san Franco da Assergi con un altro san Franco eremita, originario della Calabria (secolo XI) e compatrono di Francavilla al Mare, venerato nella chiesa madre di Santa Maria Maggiore, precedentemente dedicata a San Franco.